# إلسيوم غليظ الأوراق
إلسيوم غليظ الأوراق (الاسم العلمي: Illicium pachyphyllum) هي نوع نباتي يتبع جنس الإلسيوم من الفصيلة الشزندرية.